# Gerhard Nienaber
Gerhard Nienaber (* 6. Oktober 1926 in Gadderbaum; † 5. März 2013 in Hannover) war ein deutscher Brauereimanager.

## Leben
Nienaber studierte Wirtschaftswissenschaften und schloss sein Studium als Diplom-Kaufmann ab. Er promovierte zum Dr. rer. pol. Von 1952 bis 1964 war er für die Treuhand- und Wirtschaftsprüfungsgesellschaft in Hamburg tätig. 1957 wurde er zum Wirtschaftsprüfer bestellt.
Nienaber war von 1968 bis 1985 Vorstandsvorsitzender der Lindener Aktien-Brauerei/Lindener Gilde-Bräu AG Hannover und späteren Gilde Brauerei AG. Ausbau und Gestaltung der Brauerei bis hin zur Gilde-Gruppe waren sein Lebenswerk. Von 1985 bis 1992 war er Aufsichtsratsvorsitzender der Gilde Brauerei. Schon seit 1970 im Vorstand der Holding Brauergilde Hannover AG, war er seit 1992 bis zu seinem Ruhestand 1994 deren Vorsitzender und danach bis 2002 stellvertretender Vorsitzender. Von 1974 bis 1985 war er auch Vorsitzender des Verbandes der Brauereien von Niedersachsen.
Auf Veranlassung des Aufsichtsrats der Brauergilde Hannover AG betrieb Nienaber gemeinsam mit Steffen Lorenz, damals Aufsichtsratsvorsitzenden der Gilde-Brauerei und zugleich Vorstandsvorsitzender der Brauergilde Hannover, den Verkauf der Gilde Brauerei an die belgische Interbrew. Beide waren seit 1984 einzige Vorstandsmitglieder der Muttergesellschaft Brauergilde Hannover AG. Die Stadt Hannover, die einen 10 %-Anteil der Brauhaus-Aktien der Brauergilde Hannover hielt, konnte den Verkauf nicht verhindern. Im Dezember 2002 beschloss die Hauptversammlung der Gilde Brauerei AG den Verkauf. Dieser erfolgte zum Zeitpunkt der besten Ertragslage und Rentabilität der Brauerei und bei ihrer vollständigen Eigenfinanzierung.
Von 1974 bis 1997 war Nienaber Mitglied der Aufsichtsräte der VGH Versicherungen. Nienaber war Verwaltungsratsmitglied des Freundeskreises der Leibniz Universität Hannover e.V. sowie Kuratoriumsmitglied der 1995 gegründeten Internationale Stiftung Neurobionik, die u. a. das International Neuroscience Institute in Hannover unterstützt.
Nienaber war seit 1963 verheiratet. Gemeinsam mit seiner Ehefrau stiftete er die Dres. Gerhard und Ruth Nienaber Stiftung, die die Rohstoffforschung des Hopfens jährlich mit 19.500 Euro fördert.

## Auszeichnungen
- Bundesverdienstkreuz Erster Klasse[1]

## Schriften
- Von der Brauergilde in der königlichen Residenzstadt Hannover zur Brauergilde Hannover AG, 1322–1450–1609–1841, 150 Jahre auf privatrechtlicher Grundlage 1841-1991 (Hrsg.: Brauergilde Hannover). Braunschweig: Limbach 1991.
- Die Brau- und Bannrechte der Brauergilde Hannover im 19. Jahrhundert, 1322 - 1450 - 1868 (Hrsg.: Brauergilde Hannover). Braunschweig: Limbach 1993.